# Душан Мачкић
Протојереј Душан М. Мачкић (Доње Ратково 14. јануара 1891 — Нови Сад, 1969) био је парох и архијерејски намјесник бањалучки.

## Биографија
Прото Мачкић је рођен 14. јануара 1891. у Доњем Раткову, у засеоку Мачкићима, односно у Греди, како су овај заселак околни тежаци звали по тамошњој пећини. Душан је рођен од оца Милоша и мајке Маре, од рода Марчета са Чађавице. Милош је син протојереја Вукосава, пароха доњоратковачког. И Вукосавов отац Васо и ђед Павле били су пароси доњоратковачки. Прота Душан је у Кључу завршио српску основну школу. Гимназију је почео у Сарајеву, а завршио пред Балкански рат 1912. у Београду. У Рељеву је свршио богословију и потом 1. јуна 1916. постављен за канцелисту Црквеног суда у Бањој Луци.
Оженио се 15. октобра 1916. Видом Радошевић из Нове Градишке. Из овог брака родила се 21. јула 1917. кћи Душанка, која је пред сами рат завршила права у Београду, а касније била правобранилац у Новом Саду.
За ђакона га је рукоположио митрополит бањалучки Василије 11. јануара 1917, а за презвитера 17. октобра 1921. За пароха бањалучког Душан долази 1. јануара 1922. За службовања у Бањалуци био је почасни члан Црквеног суда, члан Епархијског управног одбора, оснивач и предсједник Српске земљорадничке задруге, потпредсједник Свештеничког удружења, потпредсједник Одбора за подизање саборне цркве, предсједник Српског пјевачког друштва „Јединство” и члан свих српских и многих других културних, просвјетних, витешких и других друштава.
Одликован је 1924. орденом Светог Саве петог степена, са правом ношења црвеног појаса. За архијерејског намјесника бањалучког постављен је 1933, а за протопрезвитера, са правом ношења надбедреника, 1938.
Виктор Гутић је у априлу 1941. издао наредбу по којој је прота Душан Мачкић требало да замјењује протјераног владику Платона као повјереник испред хрватских власти у пословима Бањалучке епархије. Ово наименовање је одбијено од стране владике Платона и бањолучког свештенства. Представници Усташког стожера саопштили су му 10. јула 1941. да је ухапшен заједно са породицом. Заплијењена му је сва имовина. Ноћу 12. јула са породицом је интерниран у логор у Цапрагу, а 1. августа прогнан у Аранђеловац. Из Аранђеловца је прешао у Врањево у Банату. Умро је 1969. у Новом Саду.